# Marie Oyon
Marie Oyon (31 de dezembro de 1898 - 11 de outubro de 1969) foi uma política francesa. Ela foi eleita para a Assembleia Nacional em outubro de 1945 como uma do primeiro grupo de mulheres francesas no parlamento. Foi deputada à Assembleia Nacional até junho do ano seguinte e, a seguir, Membro do Conselho da República até 1948.
Durante a ocupação nazi, participou da resistência francesa e foi presa pela Gestapo em 1944.
Após a guerra, Oyon voltou para a França e foi eleita para o Conselho Geral de Le Mans. Posteriormente, ela foi candidata à Seção Francesa da Internacional dos Trabalhadores (SFIO) no departamento de Sarthe nas eleições para a Assembleia Nacional de outubro de 1945 e foi eleita para o parlamento, tornando-se uma das primeiras mulheres na Assembleia Nacional. Embora tenha perdido a cadeira nas eleições de junho de 1946, em dezembro de 1946 foi eleita para o Conselho da República por membros da Assembleia Nacional. Ainda sofrendo com o seu tempo no campo de concentração, ela não se candidatou à reeleição em 1948. Ela morreu em Le Mans em 1969.